# Ludwika Szczęsna
Ludwika Szczęsna, in religione madre Chiara (Cieszki, 18 luglio 1863 – Cracovia, 7 febbraio 1916), è stata una religiosa polacca, fondatrice, insieme con Józef Sebastian Pelczar, della congregazione delle Ancelle del Sacro Cuore di Gesù.
È stata beatificata da papa Francesco nel 2015.

## Biografia
Ricevette la sua formazione religiosa presso le suore ancelle di Gesù del cappuccino Onorato da Biała.
Nel 1892 Józef Sebastian Pelczar aprì a Cracovia un ospizio per giovani lavoratori e domestiche che si trasferivano in città in cerca di lavoro e affidò la direzione dell'opera alle ancelle di Gesù: poiché la casa madre dell'istituto era nella parte della Polonia dominata dai russi e Cracovia era in territorio austriaco, nel 1894 Pelczar diede inizio a un nuovo istituto e ne affidò la guida a Ludwika Szczęsna (che prese il nome di Chiara), ritenuta cofondatrice dell'istituto.
Fu superiora generale della congregazione per due mandati (22 anni).

## Il culto
L'inchiesta diocesana per la beatificazione di madre Szczęsna si aprì a Cracovia nel 1994 e si concluse nel 1996.
Il 20 dicembre 2012 papa Benedetto XVI emanò il decreto sull'esercizio eroico delle virtù di madre Chiara, riconoscendole il titolo di venerabile.
Papa Francesco il 5 giugno 2015 riconobbe l'autenticità di un miracolo attribuito all'intercessione della religiosa, approvandone la beatificazione.
Il 27 settembre 2015, nel santuario di San Giovanni Paolo II a Cracovia, si è celebrato il rito di beatificazione presieduto dal cardinale Angelo Amato.